# 칼슘-알루미늄 포유물

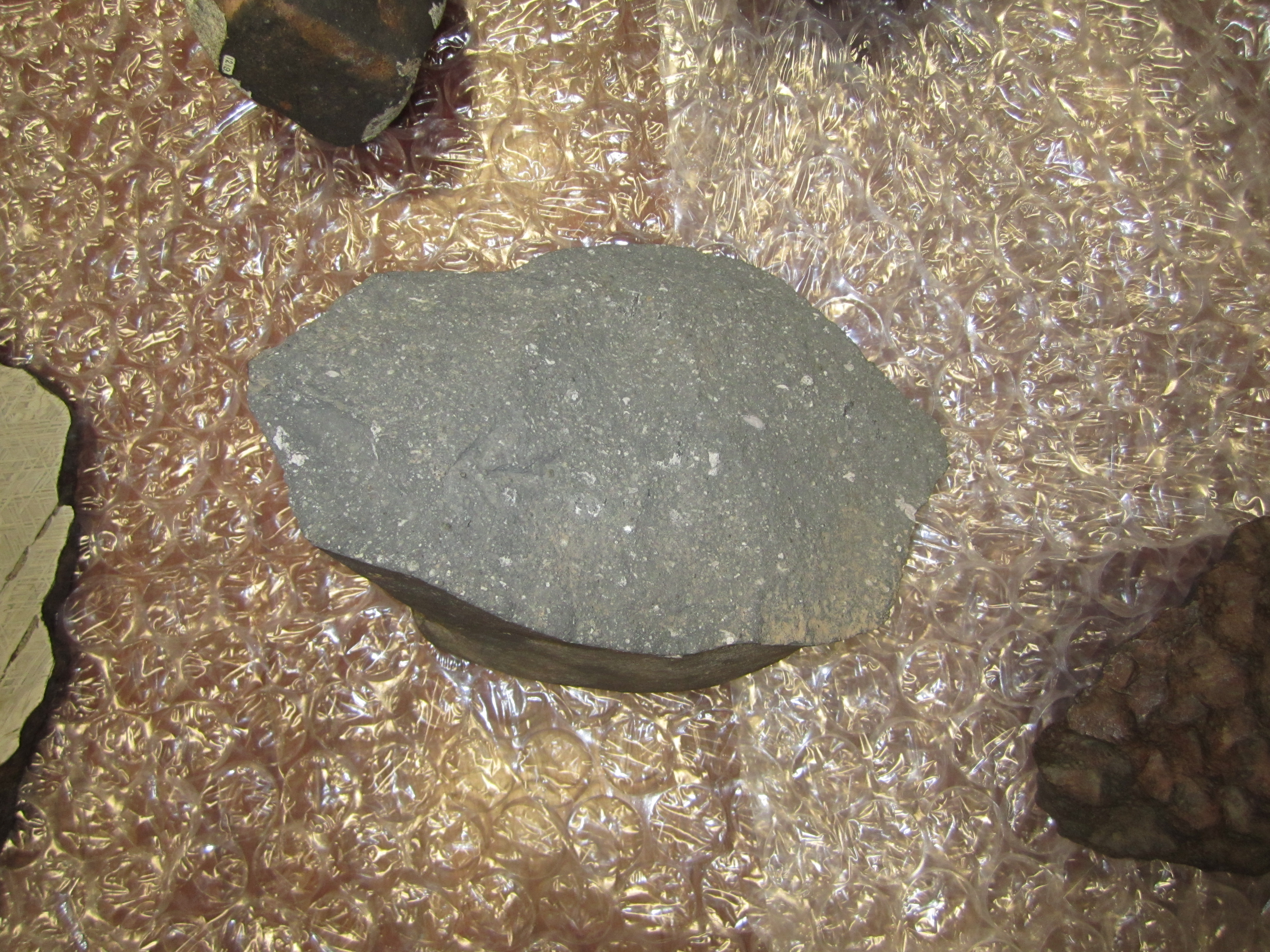
구립운석. 흰색 반점이 CAI이고, 회색의 거무튀튀한 것들은 석기다.

칼슘-알루미늄 포유물(영어: calcium–aluminium-rich inclusion; CAI)은 탄질구립운석에서 나타나는, 밀리미터-센티미터 수준 크기의 칼슘과 알루미늄의 포유물이다. CAI는 납-납 연대측정법으로 생성시기를 측정할 수 있다. 현재까지 측정된 네 개의 CAI의 평균 나이는 45억 6730만 ± 16만년 이었다. CAI는 태양계에서 가장 오래된 고체 중 하나로서, 태양계의 나이를 규정하는 기준이 된다.